# Sphaerogalumna index
Sphaerogalumna index är en kvalsterart som först beskrevs av Balogh 1960.  Sphaerogalumna index ingår i släktet Sphaerogalumna och familjen Galumnidae. Inga underarter finns listade i Catalogue of Life.